# Dinopsyllus zuluensis
Dinopsyllus zuluensis är en loppart som beskrevs av De Meillon 1940. Dinopsyllus zuluensis ingår i släktet Dinopsyllus och familjen mullvadsloppor. Inga underarter finns listade i Catalogue of Life.